# Stephanov kvintet
Stephanov kvintet je galaktička skupina u zviježđu Pegazu. Vidljivo je grupirana skupina od pet galaktika od kojih četiti tvore prvu ikad otkrivenu kompaktnu galaktičku skupinu. Otkrio ju je 1877. godine u Marseilleskom opservatoriju.
Ovo je najproučavanija od svih kompaktnih galaktičkih skupina. Najsjajnija članica je spiralna galaktika NGC 7318B, kraj koje je ekstenzivno H II područje, gdje se aktivno formiranje zvijezda.
Ostale članice su NGC 7317, NGC 7318A, NGC 7319 i NGC 7320C.
U stvarnosti prve četiri galaktike (od NGC 7317 do NGC 7319) tvore kompaktnu skupinu i smješteni su u istom području svemira, izobličenih spiralnih krakova i diskova zbog plimne sile. Skupina je udaljena 340 milijuna svjetlosnih godina od Kumove slame.
Galaktike su privukle pozornost zbog nasilnih kolizija. Četiri od pet galaktika u Stephanovom kvintetu tvore fizičku asocijaciju, Hicksonovu kompaktnu skupinu 92, i dio su svemirskog plesa koji će najvjerojatnije završiti u spajanju galaktika. Radijska promatranja ranih 1970-ih otkrili su tajnovito vlakno emisije koje leži u međugalaktičkom prostoru između galaktika ove skupine.
Oznake ovog kvinteta su: Hickson 92 (HCG 92), Arp 319 i VV228.

## Vanjske poveznice
- GALEX: Stephan's Quintet and NGC 7331